# روبرت إل. مايرز
روبرت إل. مايرز (بالإنجليزية: Robert L. Myers)‏ هو سياسي أمريكي، ولد في 15 مايو 1928 في الولايات المتحدة، وتوفي في 5 فبراير 1993. حزبياً، نشط في الحزب الديمقراطي. وقد انتخب عضو مجلس ولاية بنسيلفانيا.